# Film wodny
Film wodny – cienka warstwa cieczy, np. wody, o grubości nie przekraczającej 0,2 mm. Powstaje w momencie rozciągania lub ściskania danej cieczy. Zjawisko takie powstaje np. w maszynach do ochrony roślin. Wytwarza się najczęściej u wylotu rozpylającej końcówki wirowej lub na ściankach przewodów, przez które jednocześnie przepływa niewielka ilość cieczy oraz ścieśnione powietrze lub inny gaz. 
Zjawisko takie powstaje również w przypadku środków gaśniczych typu AFFF. 